# Камитату, Клеофас
Клеофас Камитату Массамба (фр. Cléophas Kamitatu Massamba; 10 июня 1931, Киламба, провинция Катанга, Бельгийское Конго — 12 октября 2008, ЮАР) — конголезский государственный деятель, министр иностранных дел Народной Республики Конго (1965).

## Биография
Получил образование в миссионерской школе иезуитов и должен был стать священником. Однако через год он покинул семинарию и начал политическую деятельность. В 1958 г. был одним из соучредителей Партии Африканской солидарности ао главе с Антуаном Гизенгой. Камитату представлял сельских членов партии и её избирателей из Леопольдвиля. Его лидерство среди умеренных привело к разногласиям с Гизенгой, которого поддерживали приверженцы «левых» убеждений. Кроме того. он часто вступал в союз с «Альянсом народа баконго» (АБАКО), политической партией с большим числом последователей в столице, где он сосредоточил большую часть своих политических усилий.
В начале 1960 г. политик возглавил делегацию Партии Африканской солидарности на конголезской конференции, на которой обсуждалось политическое будущее Конго. Он был первым делегатом, который предложил, чтобы колонии была уже 30 июня предоставлена независимость. Все участники его поддержали в конечном итоге всё так и произошло. В июне он был избран в Национальное собрание, а также стал губернатором провинции Леопольдвиль (1960—1962), частично благодаря его поддержке со стороны AБAKO.
В сентябре полковник Жозеф-Дезире Мобуту сверг премьер-министра Патриса Лумумбу и создал свое правительство. Несмотря на давление со стороны Мобуту и президента Жозефа Касавубу, Камитату остался верен Лумумбе. Он обвинил военных в совершении изнасилований и насилия в отношении местных жителей, угрожая отделением провинции Катанга. В ночь на 7 ноября 30 солдат пытались захватить различные правительственные здания в Леопольдвилле (современное название — Киншаса), но были арестованы. Их офицеры сбежали, а на следующее утро Мобуту обвинил Камитату, начальника провинциальной полиции, в заговоре против него. Через два дня политик был арестован. После переговоров об обращении с полицией и обещания улучшить отношения с армией он был освобожден.
В марте 1961 г. он был направлен в Стэнливилл для переговоров от имени центрального правительства с правительством Конго, созданным после убийства Патриса Лумумбы, во главе с Гизенгой. После того как в январе 1962 г. Гизенга был арестован, Камитату стал единственным лидером Партии Африканской солидарности. В июле 1962 г. он был назначен министром внутренних дел, а в апреле 1963 г. стал министром планирования и развития, занимая эту должность до 1964 г. В 1965 г. он непродолжительное время являлся министром иностранных дел в правительстве Эвариста Кимбы, пока в ноябре 1965 г. Мобуту окончательно не захватил власть. 18 июня 1966 г. специальный трибунал приговорил Камитату к пяти годам тюрьмы за участие в предполагаемом заговоре с целью убить Мобуту. Вскоре он бежал из страны и сформировал оппозиционный режиму Фронт социалистической Африки (FSA). Позднее он опубликовал критическую биографию Мобуту под названием «Великая мистификация в Конго-Киншасе».
В 1983 г. Мобуту предложил всеобщую амнистию для изгнанных противников и политик вернулся в Конго. В 1988 г. он неудачно баллотировался в парламент, однако вскоре был назначен министром сельского хозяйства Заира и стал членом Центрального Комитета правящей партии Народное движение революции. После перехода страны к многопартийной системе стал союзником Жозефа Илео по созданию Христианско-демократической и социалистической партии (CSDP). После смерти Илео в 1994 г. он вступил в конфликт с руководством партии, что привело к её расколу. Отколовшуюся часть возглавил Камитату.
В Демократической Республике Конго он почитается как один из «Отцов независимости» страны.
Его сын Оливье Камитату также стал политиком и занимал министерские посты в правительстве Демократической Республики Конго.